# II. třída okresu Přerov
II. třída okresu Přerov také Okresní přebor okresu Přerov oficiálně JANKUSPORT okresní přebor mužů je fotbalová soutěž, které se mají právo účastnit kluby z okresu Přerov. Spolu s dalšími II. třídami z jiných okresů představuje v hierarchii českých fotbalových soutěží 8. nejvyšší stupeň.
Vítěz postupuje do I. B třídy Olomouckého kraje, sestupující celky (jejich počet se může každou sezónu lišit) padají do III. třídy okresu Přerov.

## Herní systém
Účastnických 14 mužstev se utká každý s každým dvakrát, jednou na domácím a jednou na soupeřově hřišti. Celkem každý tým sehraje za sezónu 26 zápasů.

## Vítězové
| Ročník    | Vítězný tým                        |
| --------- | ---------------------------------- |
| 1960/1961 | VTJ Dukla Přerov                   |
| 1961/1962 | TJ Sokol Tovačov                   |
| 1962–1972 | ...                                |
| 1972/1973 | TJ Sokol Tovačov                   |
| 1973–1990 | ...                                |
| 1990/1991 | TJ Sokol Tovačov                   |
| 1991/1992 | TJ Mrlínek                         |
| 1992/1993 | SK Kojetín                         |
| 1993–2003 | ...                                |
| 2003/2004 | FK mládeže Přerov                  |
| 2004/2005 | FC Želatovice „B“                  |
| 2005/2006 | TJ Sokol Horní Moštěnice           |
| 2006/2007 | TJ Sokol Tovačov                   |
| 2007/2008 | TJ Sokol Horní Moštěnice           |
| 2008/2009 | FC Beňov                           |
| 2009/2010 | TJ Sokol Majetín                   |
| 2010/2011 | FC Beňov                           |
| 2011/2012 | SK Hranice „B“                     |
| 2012/2013 | FK Slavoj Kojetín-Kovalovice „B“   |
| 2013/2014 | TJ Sokol Čekyně                    |
| 2014/2015 | FK Býškovice - Horní Újezd         |
| 2015/2016 | FC Želatovice „B“                  |
| 2016/2017 | SK Radslavice                      |
| 2017/2018 | TJ Sokol Jezernice                 |
| 2018/2019 | TJ Sokol Horní Moštěnice           |
| 2019/2020 | nedohrál se pro pandemii covidu-19 |
| 2020/2021 | nedohrál se pro pandemii covidu-19 |
| 2021/2022 | TJ Sokol Domaželice                |
| 2022/2023 | FK Troubky                         |
| 2023/2024 |                                    |